# Частен случай (албум)
„Частен случай“ е студиен албум на Лили Иванова, издаден през 1999 година от звукозаписна компания „Пайнер“ на компактдиск, аудиокасета и видеокасета със заснети клипове към всички песни. Албумът се състои от общо 12 песни. Хитови песни от албума са „Животът“, „Само тази нощ“ и „Джелем, джелем“.

## Екип

### Музиканти
- Музикален консултант: Иван Пеев
- Клавишни инструменти: Александър Кипров
- Саксофон: Михаил Грозданов
- Ккитара и цигулка: Иван Лечев
- Беквокали: Даниела Грозданова
- Кавал: Недялко Недялков
- Перкусии: Калин Вельов

### Технически
- Записите са реализирани в Студио „Рей“
- Тонрежисьори: Ангел Попов, Борис Яначков, Красимир Николов
- Мастериране: Студио „Рей“
- Фотограф: Иван Янчев